# Ippu-Do
Ippu-Do (japanisch 一風堂) war eine Synthpop-Band aus Japan der frühen 1980er Jahre, unter der Leitung des Sängers und Gitarristen Masami Tsuchiya.

## Geschichte
Ippu-Do debütierten 1979 mit der LP Normal, bestehend aus Masami Tsuchiya an Gesang und Gitarre, Akira Mitake am Keyboard und Shoji Fujii am Schlagzeug. Zwischen 1980 und 1981 brachten sie zwei Folgealben heraus, Real und Radio Fantasy, wobei letzteres ihre erste Veröffentlichung außerhalb Japans sein sollte. Danach ging die Gruppe in eine Pause.
Tsuchiya wechselte 1981 als Gitarrist zur Band Japan. Tsuchiya spielte 1982 auf der letzten Tournee der Band Japan und auf dem Live-Album Oil on Canvas. 1983 begann Tsuchiya eine Solokarriere als Sänger und Gitarrist.
Die Gruppe Ippu-Do trat 1983 kurzzeitig als Duo Tsuchiya und Mitake wieder in Erscheinung und nahm das Studioalbum Night Mirage und das Live-Album Live and Zen auf, wobei sie auf beiden Veröffentlichungen vom Schlagzeuger Steve Jansen und dem Keyboarder Richard Barbieri der Band Japan, sowie dem Bassisten Percy Jones bei den Aufnahmen unterstützt wurden. 1984 gaben sie ihre Auflösung bekannt. Anschließend kehrte Tsuchiya zu seiner Solokarriere zurück.
Eine 1998 erschienene Zusammenstellung mit dem Titel, Very Best September Love kombinierte sowohl Ippu-Do als auch Tsuchiyas Solowerke. Das 2010 erschienene Album Essence enthielt zusätzliche Titel die erstmals auf CD erschienen. 2006 wurde eine CD- und DVD-Box mit dem Titel Magic Vox - Ippu-Do Era 1979-1984 veröffentlicht, die alle Gruppenalben sowie Tsuchiyas erstes Soloalbum, Rice Music von 1982 und das Soloalbum von Mitake aus dem Jahr 1983 enthält.

## Diskografie

### Studioalben
- 1979: Normal
- 1980: Real
- 1981: Radio Fantasy
- 1983: Night Mirage

### Livealben
- 1984: Live and Zen (Aufnahme Juni 1983)

### Zusammenstellungen
- 1982: Lunatic Menu
- 1998: Very Best September Love (Ippu-Do / Masami Tsuchiya)
- 2006: Magic Vox: Ippu-Do Era 1979-1984 (7-CD-Box mit DVD plus Tsuchiya und Mitake Soloalben)
- 2010: Essence – The Very Best of Ippu-Do